# Slät spökfoting
Slät spökfoting (Ophiodesmus albonanus) är en mångfotingart som först beskrevs av Robert Latzel 1895. Slät spökfoting ingår i släktet Ophiodesmus, och familjen spökdubbelfotingar. Arten är reproducerande i Sverige. Inga underarter finns listade i Catalogue of Life.